# Křížová cesta (Horní Bobrová)
Křížová cesta v Horní Bobrové v okrese Žďár nad Sázavou vede z obce na severozápad na vrch Kalvárie (dříve Strážný kopec). Je chráněna jako nemovitá Kulturní památka České republiky.

## Historie
Křížová cesta byla postavena z iniciativy bobrovského faráře Kleinbauera, který roku 1820 dal postavit na vrcholu kopce Kalvárie velký žulový kříž a podél cesty čtrnáct empírových kapliček.